# 710. Infanterie-Division (Wehrmacht)
Die 710. Infanterie-Division war ein während des Zweiten Weltkriegs aufgestellter und in diesem eingesetzter Großverband des Heeres der deutschen Wehrmacht.

## Geschichte

### Aufstellung
Die Division wurde Anfang Mai 1941 im Rahmen der 15. Aufstellungswelle als bodenständige Infanterie-Division aus Ersatztruppen des Wehrkreis X (Hamburg) aufgestellt und kam nach der Aufstellung nach Norwegen. Heimatstandort der Division war bis 20. Mai 1944 Heide, dann Oldenburg (Wehrkreis X).

### Besatzungstruppe Norwegen
Im Juni/Juli 1941 wurde sie zunächst dem Armeeoberkommando Norwegen zur Verfügung gestellt und war ab August 1941 dem LXX. Armeekorps unterstellt. Diese blieb bis Ende 1944 erhalten. Als Besatzungs-Truppenteil war die Division mit Küstenschutzaufgaben in Südnorwegen im 235 Kilometer langen Küstenabschnitt von der Südspitze Norwegens bis zur Grenze nach Schweden betraut. In Norwegen hatte die Division die 163. Infanterie-Division ersetzt, welche dadurch nach Nordfinnland verlegt wurde.

### Verlegung nach Italien
Im Januar 1945 kam die Division nach Italien zur 10. Armee bei der Heeresgruppe C und blieb hier bis März 1945. Die Ankunft in Oberitalien verzögerte sich aufgrund alliierter Luftangriffe auf die Brennerbahn.

### Adriatisches Küstenland
Ab Januar 1945 war die Division damit dem LXXXVII. Armeekorps als Einheit für die Operationszone Adriatisches Küstenland zugeteilt. Anfang Januar 1945 stand die Division nördlich von Ravenna beim Comacchio-See zunächst dem II. kanadischen Korps und später der italienischen Kampfgruppe Cremona gegenüber. Anfang Februar wurde sie von der 114. Jäger-Division abgelöst, die den schmalen Landstreifen zwischen Comacchio-See und Adria von der 710. übernahm. Die Division kam dann im Raum zwischen Palmanova und Udine zum Einsatz.

### Verlegung nach Ungarn
Kurz nach Ungarn zum I. SS-Panzerkorps verlegt, kämpfte die Division beim Rückzug in der Schlacht um Wien. Im April 1945 kam die Division dann nach Österreich, zur 6. Panzerarmee bei der Heeresgruppe Süd im Raum St. Pölten und im April 1945 bei der Heeresgruppe Ostmark unter dem neu gebildeten Korps Bünau im Raum Steyr. 

### Kapitulation
Hier ging die Division in amerikanische Kriegsgefangenschaft.

## Gliederung
1941
- Infanterie-Regiment 730 mit drei Bataillone aus den Infanterie-Ersatz-Regimentern 58 (Flensburg), 225 (Hamburg) und 30 (Lübeck)
- Infanterie-Regiment 740 mit drei Bataillone aus den Infanterie-Ersatz-Regimentern 269 (Oldenburg), 22 (Delmenhorst) und 20 (Hamburg)
- Artillerie-Abteilung 650 mit drei Batterien
- Divisions-Einheiten 710

Mai 1941
- Artillerie-Abteilung 650 wird zu einem Artillerie-Regiment 650, erhält aber erst mal keine zweite Abteilung

1943
- Pionier-Kompanie 710 wird zum Pionier-Bataillon 710

Juli 1943
- II./Infanterie-Regiment 730 wird I./Infanterie-Regiment 862 der 274. Infanterie-Division; II./730 wird anschließend ersetzt

Juli 1944
- Artillerie-Regiment 650 erhält zweite Abteilung

Dezember 1944
- Artillerie-Regiment 650 erhält Regimentsstab, dritte und vierte Abteilung

Februar/März 1945
- eine Panzerjäger-Kompanie 710 wird gebildet und wird im März 1945 mit der Zuordnung einer zweiten Panzerjäger-Kompanie und einer Fla-Kompanie zum Panzerjäger-Bataillon 710

## Kommandeure
| Name                | Rang                                | Beginn           | Ende             |
| ------------------- | ----------------------------------- | ---------------- | ---------------- |
| Theodor Petsch      | Oberst/Generalmajor/Generalleutnant | 3. Mai 1941      | 1. November 1944 |
| Rudolf-Eduard Licht | Generalleutnant                     | 1. November 1944 | 15. April 1945   |
| Walter Gorn         | Generalmajor                        | 15. April 1945   | 8. Mai 1945      |